# Woodrow Wilsonplein

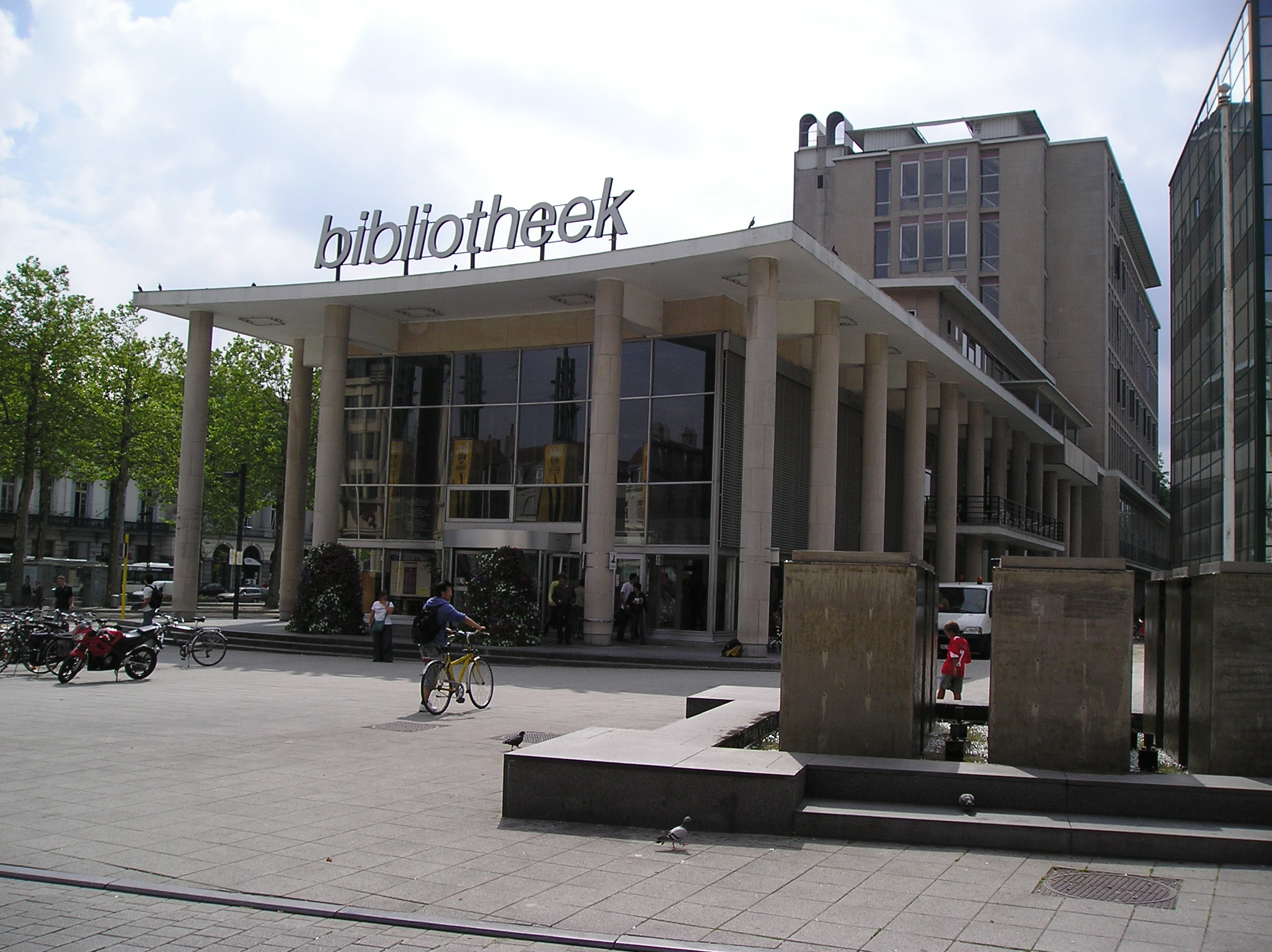
Ex biblioteca cittadina del Woodrow Wilsonplein

Woodrow Wilsonplein è una piazza di Gand, chiamata popolarmente 't Zuid per via della sua posizione nella parte meridionale della città.
La piazza è intitolata al presidente americano Woodrow Wilson, il primo presidente degli Stati Uniti a visitare il Belgio.
Woodrow Wilsonplein ospita il più grande centro commerciale di Gand, Ghent South, che funge anche da complesso di uffici. Sul lato sud della piazza si trova il principale centro amministrativo della città, la biblioteca comunale e un ufficio postale. Il Capitole, il teatro e sede di eventi più grande di Gand, è separato da Woodrow Wilson Plein da Graaf van Vlaanderenplein. La piazza confina con il lato nord dello Zuidpark.
Nel maggio 2020 le strisce pedonali della piazza sono state trasformate in un Rainbow Crossing per creare consapevolezza e accettazione della diversità LGBT.